# Всемирный день борьбы против хронической обструктивной болезни лёгких
Всемирный день борьбы против хронической обструктивной болезни лёгких — праздник, отмечаемый ежегодно каждую третью среду ноября и преследующий своей целью информирование о хронической обструктивной болезни лёгких (ХОБЛ) с целью сокращения количества смертей от неё, обмена знаниями, обсуждения способов борьбы с данной болезнью и привлечения внимания к проблеме принимающих решения людей, медицинских работников и населения. Важными в этот день также являются акции, проводимые для борьбы с курением. Впервые был проведён в 2002 году. Ежегодно в более чем 50 странах проводятся различные мероприятия, которые делают этот день наиболее важным в году в плане информирования общественности о данном заболевании.
ХОБЛ является прогрессирующим угрожающим жизни заболеванием лёгких, из-за которого становится тяжелее дышать, а основными факторами развития заболевания являются курение табака, загрязнение воздуха, воздействие пыли и воздействие химических веществ на рабочих местах. Курение табака является установленным фактором риска и на его долю приходится примерно 80 %—90 % случаев заболевания, причём опасным является как активное курение, так и пассивное, то есть достаточно находиться в задымлённом помещении. Одышка у курильщиков развивается приблизительно к 40 годам, в то время как у некурящих — на 13—15 лет позже. Профессиональному риску подвергаются шахтёры, работники металлургической и целлюлозно-бумажной промышленности, железнодорожники, рабочие, занятые переработкой зерна и хлопка, а значительного снижения риска удаётся достичь мероприятиями по охране труда.
По состоянию на 2011 год согласно оценочным подсчётам по эпидемиологическим исследованиям в России было примерно 11 миллионов больных ХОБЛ, однако согласно статистике официальных обращений зарегистрировано было около 1 миллиона. Согласно данным Европейского респираторного общества лишь 25 % случаев заболевания диагностируется своевременно. За 2014 год в России смертность от ХОБЛ составила 4,1 % от всех случаев смерти. Ранняя диагностика и профилактические мероприятия позволяют повысить качество жизни населения и снизить уровень смертности от заболевания. Диагностируется заболевание с помощью дыхательного теста — спирометрии.